# Amish
Los amish son un grupo etnorreligioso anabaptista, conocidos principalmente por su estilo de vida sencilla, vestimenta modesta y tradicional, su resistencia a adoptar comodidades y tecnologías modernas, como son las relacionadas con la electricidad.
Los amish son una comunidad cultural unida por religión, origen y tradiciones, organizados en más de cuarenta subgrupos. Son descendientes de inmigrantes de lengua alemana de origen suizo, del sur de Alemania, y de Austria occidental que llegaron al continente americano en dos oleadas desde alrededor de 1730 a 1880. Actualmente, las comunidades amish comprenden aproximadamente 700 asentamientos ubicados en Estados Unidos y Canadá.
Algunas de las características de los amish son la creencia en el Nuevo Testamento, la vida en asentamientos apartados de las metrópolis, el aislamiento del mundo exterior, la defensa de valores como el pacifismo, la humildad, la vida sencilla y el trabajo, así como la vestimenta al estilo del siglo XIX. 
Cuando se habla de los amish hoy, casi siempre se refiere a los amish de la antigua orden (inglés: "Old Order Amish"). En la segunda mitad del siglo XIX, los amish se dividieron en varios subgrupos, de los cuales los amish de la antigua orden representan un tercio del total. La mayoría de los subgrupos amish han perdido sus peculiaridades amish y se han asimilado a la sociedad norteamericana. Además de los amish de la antigua orden, los menonitas amish de Kauffman ("Kauffman Amish Mennonites"), los Beachy amish y los amish de la nueva orden ("New Order Amish") han preservado partes de la antigua cultura amish. 
Grupos en gran medida similares a los amish son los menonitas de la antigua orden y los hermanos de Schwarzenau tradicionales (por ejemplo los antiguos hermanos baptistas alemanes). Los menonitas alemanes de Rusia conservadores, que viven en su mayoría en Latinoamérica, y los huteritas que también se visten con el estilo del siglo XIX y hablan dialectos alemanes que son diferentes de los dialectos de los amish, emigraron de otras regiones europeas en diferentes épocas.

## Historia
El movimiento anabaptista, del cual los Amish surgirían más tarde, comenzó en Suiza en 1525. En este año Conrad Grebel y Georg Blaurock practicaron el bautismo de adultos, primero entre ellos y luego con otros. Este movimiento suizo, que parte de la Reforma Radical, más tarde se hizo conocido como Hermanos Suizos.Los amish como un grupo separado surgieron en 1693 cuando Jakob Ammann, un líder de los Hermanos Suizos en Alsacia, exigió una disciplina más estricta en la iglesia, lo que llevó a una división. Los seguidores de Ammann más tarde se hicieron conocidos como los amish.
La mayoría de las comunidades amish que se establecieron en América después de las olas de inmigración, huyendo de la discriminación en Europa, no mantuvieron su identidad original; de hecho, la mayor parte de estas comunidades decidieron abandonar finalmente su identidad amish y adquirieron gradualmente una identidad menonita. La división más importante, que resultaría en la pérdida de la identidad de la mayoría de los amish, ocurrió en la década de 1860. En los años 1862 a 1878, los amish tuvieron conferencias de sus líderes (en alemán: Dienerversammlungen) en diferentes lugares acerca de la manera en la que debían enfrentarse a las presiones de la sociedad moderna. En 1865, estas reuniones fracasaron en tanto que no se podía llegar a un compromiso con los tradicionalistas, por lo que los tradicionalistas se retiraron de las asambleas y se organizaron como los "amish de la antigua orden" en las siguientes décadas. Después los progresistas iniciaron un proceso de modernización que condujo a su unificación con los menonitas y luego, en la mayoría de los casos, a su asimilación en la sociedad. Solo alrededor de un tercio de los amish se convirtieron en amish de la antigua orden, los otros se convirtieron en menonitas o se asimilaron totalmente.

## Distribución geográfica

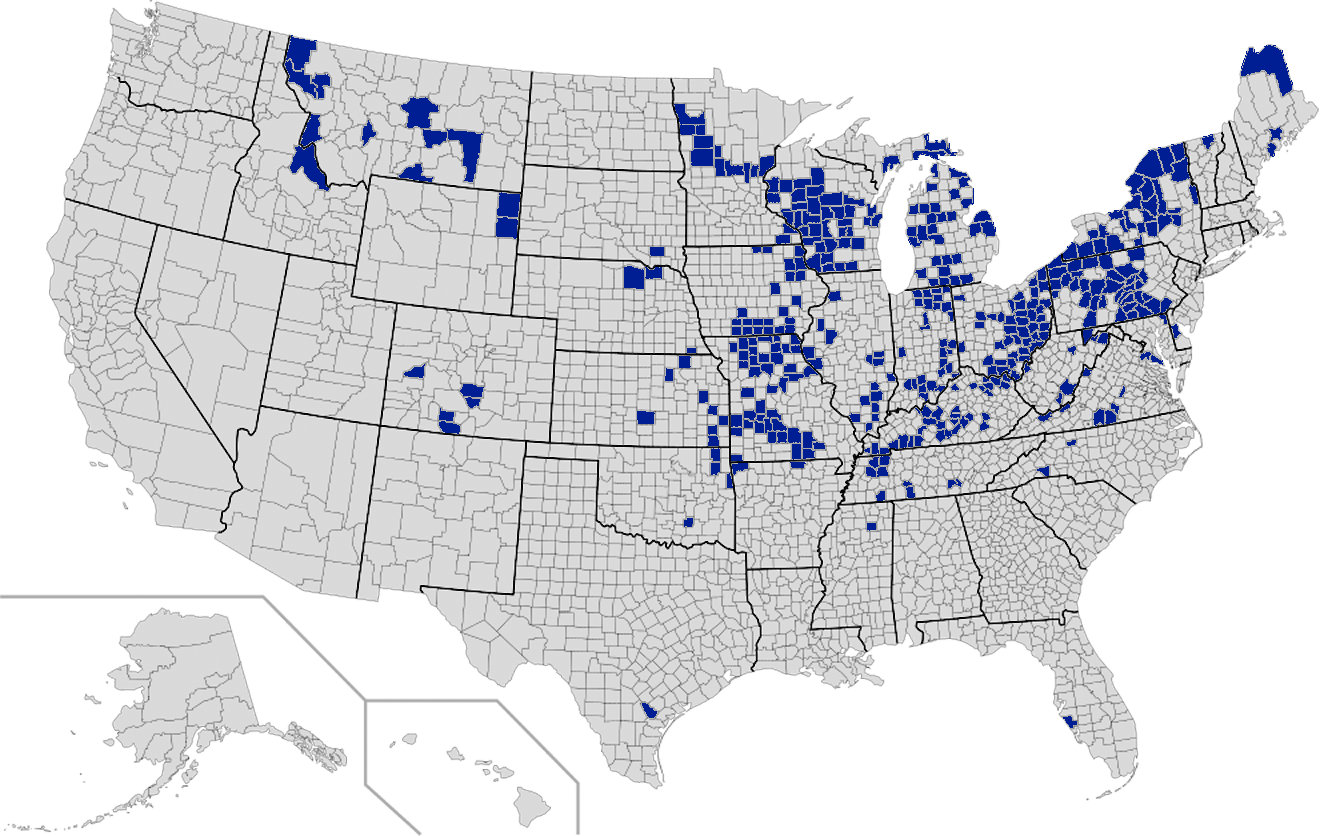
Condados de EE. UU. con asentamientos Amish en 2021.

### América del Norte
Actualmente los amish residen en unas 500 comunidades en Estados Unidos, así como en Ontario, Canadá. Sus comunidades están divididas en «distritos de iglesias». Las mayores concentraciones se encuentran en Estados Unidos, en el condado de Lancaster (Pensilvania), el condado de Holmes (Ohio), y el condado de LaGrange (Indiana). Por cantidad en cada estado, la población amish más grande está en Pensilvania, y la segunda más grande en Ohio. En 2017 había unos 313 000 amish de la antigua y nueva orden en EE. UU. y unos 5 000 en Canadá. Elizabethtown College proporciona datos actualizados sobre la población Amish en América del Norte. Según su estimación, la población Amish creció aproximadamente 110% desde el año 2000, pasando de alrededor de 177,910 en 2000 a 373,620 en 2022. Además, la población Amish se duplica aproximadamente cada 20 años. La tasa de crecimiento se debe principalmente a familias numerosas (con un promedio de cinco o más hijos) y una alta retención de miembros dentro de la comunidad Amish.
El primer intento por parte de los amish de la antigua orden para establecerse en América Latina fue en Paradise Valley, cerca de Galeana, Nuevo León, México, pero el asentamiento solo duró desde 1923 a 1929.

#### Fertilidad
Los estudios han informado consistentemente una fertilidad completa de entre seis y ocho hijos por mujer Amish, algunos argumentan que la fertilidad amish llegará a un tope y caerá por presiones externas como la falta de tierra, etc, pero otros académicos argumentan que la alta fertilidad puede persistir, incluso junto con la utilidad racional y los factores de atracción intitucional cuando un antiguo orden moral favorece la alta fertilidad. A partir de la estadística descriptiva y el análisis de regresión logística juntos, Wasao y Donnermeyer concluyeron que los Amish habían comenzado una disminución de la fertilidad, representada por la transición gradual hacia ocupaciones no agrícolas junto con la paridad media más baja de los hogares no agrícolas, la paridad media más baja entre denominaciones amish menos estrictas y la paridad media más baja entre los laicos en comparación con los líderes, el estudio de 1996 sostenía que los Amish estaban iniciando una disminución de la fertilidad. Sin embargo, contrariamente a la afirmación de que la fertilidad estaba disminuyendo gradualmente, Colyer et al. en 2017 encontraron una estabilidad notable en el tamaño medio de los hogares hasta la edición de 2000.

### América Central y del Sur
Hubo un asentamiento amish en Honduras desde 1968 a 1978, pero también fracasó. En 2015, se fundó un nuevo asentamiento de los amish de la nueva orden al este de Catamarca, Argentina, y otro en Colonia Naranjita, Bolivia, a unos 120 km al suroeste de Santa Cruz. La mayoría de los miembros de estas nuevas comunidades provienen de las comunidades de menonitas de la vieja colonia (Inglés: Old Colony Mennonites), hablan plautdietsch y han vivido en el área durante varias décadas.
En Belice hay unas comunidades de menonitas de la antigua orden que son en la mayoría de los aspectos muy similares a los Amish de la antigua orden. Los menonitas de Noah Hoover son muy restrictivos en cuanto a tecnología y se visten de una manera anabaptista muy tradicional. Sus principales asentamientos son Upper Barton Creek y Springfield.
Algunos amish del grupo Beachy Amish han emigrado a América Central en un intento de huir de las influencias de la sociedad moderna, fundando un establecimiento importante cerca de San Ignacio, en Belice.

## Subgrupos amish
Los amish no son un grupo unificado ya que se dividen en muchos subgrupos. En 2013 había 42 subgrupos amish de la antigua y nueva orden. Todos los subgrupos amish se visten en una forma modesta y tradicional, usan carruajes y carretas tiradas por caballos y hablan una variante del alemán. Con respecto al uso de la tecnología moderna, los subgrupos amish difieren ampliamente: mientras que los grupos más modernos usan cortacéspedes motorizados, gas propano, ordeñadoras mecánicas, refrigeradores mecánicos, inodoro con descarga en la casa, bañera de agua corriente, tractores, herramientas neumáticas, sierras mecánicas, lámparas presurizadas y lavadoras eléctricas, los grupos más tradicionales no los usan.
Los grupos amish más estrictos son los denominados Nebraska Amish, Troyer Amish y los Swartzendruber Amish, los más modernos que usan las últimas tecnologías son los amish de la nueva orden.
Otra clasificación: los amish se clasifican en:
- Amish de la antigua orden. Se caracterizan porque su idioma principal es el deitsch, conservan tradiciones centenarias y llevan un estilo de vida sencillo de gente llana con indumentaria llana. Además rechazan el servicio militar, ser militares, ser miembros de fuerzas de seguridad y tomar partido en cualquier clase de guerra. La historia de este grupo de anabaptistas se caracteriza por sus reiteradas migraciones en busca de lugares donde establecerse y donde sus prácticas se acepten sin interferencia del estado o la sociedad (a más de 50 kilómetros de la civilización moderna). Rechazan las nuevas tecnologías incluyendo la electricidad o las telecomunicaciones. Dependiendo de la comunidad y variedad de grupo religioso son más o menos radicales.
- Amish de la nueva orden. Actúan de forma muy similar al anterior grupo: todas las comunidades usan el deitsch en las mismas situaciones que los amish de la antigua orden, pero son más receptivos con la vida moderna. Aunque en general rechazan la radio, la televisión, la informática y tener coche propio algunas comunidades usan telefonía móvil. Su indumentaria es semejante a la de los amish de la antigua orden.
- Menonitas amish. Surgieron a través de movimientos de reforma entre los amish norteamericanos, principalmente entre 1862 y 1878. Estos amish se alejaron de las antiguas tradiciones amish y se acercaron a los menonitas, convirtiéndose en menonitas de origen amish. A lo largo de las décadas, la mayoría de los grupos menonitas amish eliminaron la palabra "amish" del nombre de sus congregaciones o se fusionaron con grupos menonitas. Normalmente usan coches propios y la radio, mas no la televisión. Algunas comunidades usan internet, la informática, los ordenadores y telefonía móvil. En realidad actúan como una iglesia evangélica tradicional. Esta rama en España se conoce como Anabaptistas, Menonitas y Hermanos en Cristo en España (AMyHCE).
- Beachy Amish. Son en muchos aspectos similares a los menonitas amish y a menudo se los considera parte de ellos.

## Prácticas y creencias religiosas
Los ascendientes suizos y alemanes de los amish buscaban diversas reformas dentro del cristianismo protestante, las cuales incluían la insistencia en la separación de la Iglesia y el Estado, el apoyo a un estilo de vida no resistente o de no violencia y abogaban por el bautismo de sólo adultos creyentes. Por ello, los amish practican una doctrina tipo anabaptista (no creen que un niño deba ser bautizado, puesto que bautizarse debe ser una decisión personal).
Dos conceptos clave que practican los amish son el rechazo al Hochmut («orgullo, arrogancia, altivez») y la elevada consideración que tienen del Demut («humildad») y Gelassenheit («calma, compostura, placidez»), a menudo traducido como «sumisión» o «dejar estar». Gelassenheit como una renuencia a destacarse, autopromocionarse, o autorreivindicarse. La disposición amish de someterse a la «voluntad de Jesús», expresada mediante las normas del grupo, se contrapone con el individualismo. El antiindividualismo amish es el motivo por el cual rechazan tecnologías que facilitarían el trabajo individual, lo cual disminuiría la dependencia que cada persona tiene de la comunidad. Innovaciones modernas tales como la electricidad promueven la competencia por bienes que definen un estatus, y las fotografías podrían fomentar la vanidad personal.
Para ellos las reuniones religiosas tienen una relevancia especial. Estas se realizan cada dos semanas el domingo en casas particulares o graneros. El lugar donde se llevan a cabo los servicios religiosos rota entre las familias miembros de la congregación. Los bancos para este servicio se transportan a cada uno de esos lugares en un carro especial. La interpretación bíblica suele estar a cargo de obispos o ancianos de la congregación.
En las congregaciones amish, se usan versiones de la Biblia traducidas en un lenguaje alemán moderno temprano, que es bastante diferente del dialecto alemán de Pensilvania, lo que dificulta la lectura del libro por parte de aquellos que no son muy expertos en el idioma alemán estándar, especialmente niños y jóvenes. En las comunidades más conservadoras no se recomienda leer versiones de la Biblia en idioma inglés o alemán de Pensilvania.
La interpretación amish del cristianismo hace un especial énfasis en la importancia y la necesidad de la humildad y el trabajo, y el rechazo de muchos lujos modernos y entretenimientos, que son considerados innecesarios. Es por eso que también se abstienen de usar tecnología, manejar máquinas electrónicas, ver televisión, o escuchar múltiples clases de música, ya que consideran al entretenimiento una táctica que puede ser usada por el diablo para crear maldad, distracción y orgullo. Asimismo tienen prohibido ser grabados con cámaras de vídeo.

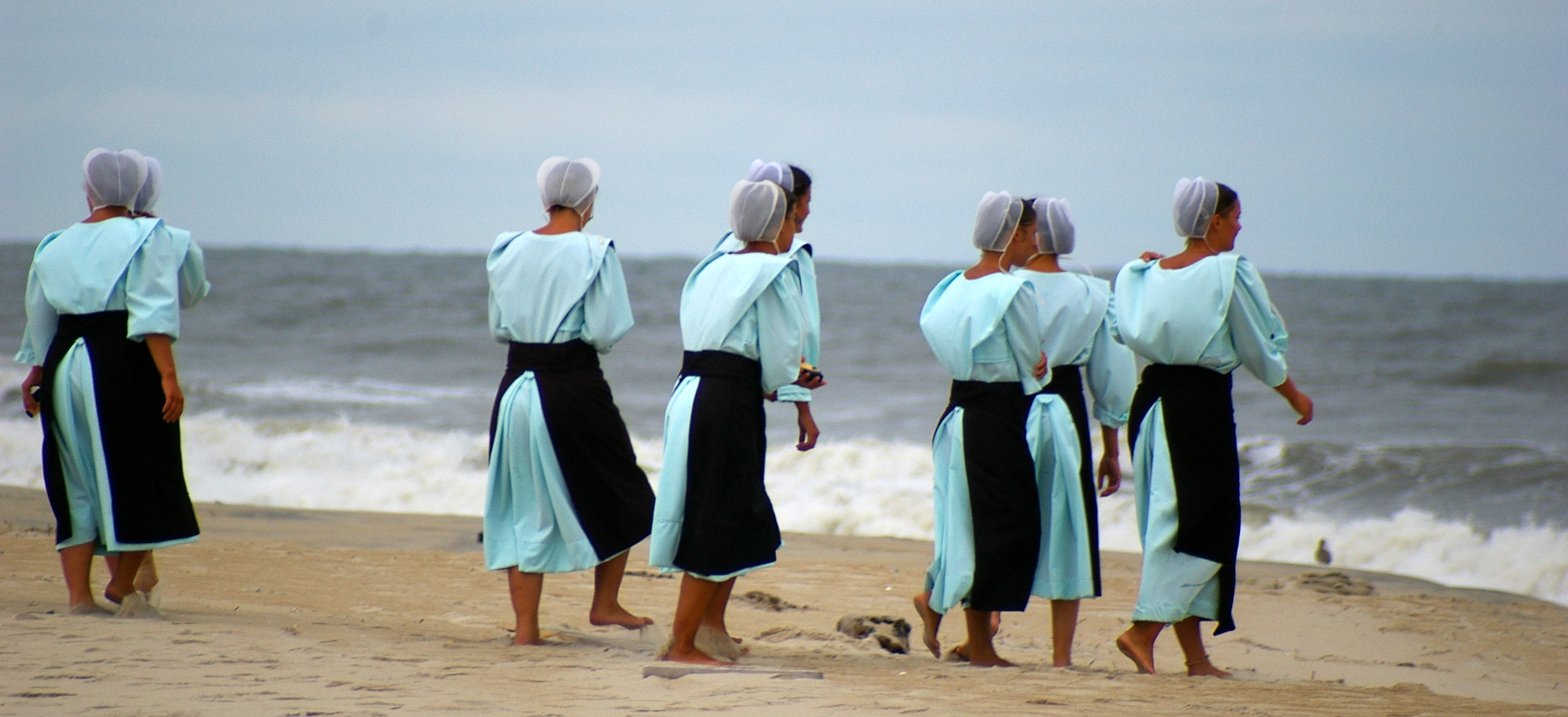
Mujeres amish observando el mar.

Resalta el valor que tiene para ellos la ayuda mutua y comunitaria, lo que los caracteriza como una comunidad que es muy colaborativa y caritativa los unos con los otros.
De igual forma, es muy importante para ellos el dar gracias a Dios antes de cada comida, lo que hacen con una oración en nombre de Jesús. La oración, pues, es de especial importancia en la privacidad del hogar. Es común que de manera ocasional se canten viejos himnos cristianos en los que participa toda la familia.
Aunque muchas de las creencias amish tienen fundamentos bíblicos y en las enseñanzas de Cristo, hay algunas creencias y prácticas que han sido impuestas por tradiciones pasadas y transmitidas de generación en generación. Algunos amish piensan que las personas que no son amish, no tienen mucha esperanza de salvación y están de camino al infierno.[cita requerida] De aquí deriva un aspecto característico de la religiosidad amish, el cual consiste en la posible expulsión o excomunión de los miembros que infringen normas consideradas importantes.
Como es de esperar, durante la historia amish no todos los miembros de estas comunidades han estado de acuerdo con las tradiciones socialmente impuestas por la comunidad. Esto ha causado que algunos miembros entre cada generación hayan abandonado las tradiciones amish y/o se hayan convertido a otras vertientes del cristianismo. Actualmente, se ha estimado que un 10-15 % del amish «Orden Antiguo» abandonan la comunidad,[cita requerida] lo que deriva en que sean excomulgados de la comunidad amish por sus autoridades religiosas. Algunos casos documentados incluyen el de Ezra y Barbara Yoder, una pareja ex-Amish que escribió un libro sobre su conversión, el pastor Gerry Stoltzfoos, quien creció amish, y el matrimonio de Ephraim y Amanda Stoltzfus.

## Estilo de vida

### Idiomas
Todos los amish de la antigua orden y de la nueva orden hablan un dialecto del alto alemán, conocido como Deitsch (o alemán de Pensilvania), usado particularmente en el hogar; sin embargo, los autodenominados «amish suizos» hablan dos dialectos alemanes diferentes, que ellos llaman «suizo» (inglés: "Swiss", alemán de Pensilvania: "Shvitzer"). Estos dos son dialectos alemánicos, uno es una forma de alemán de Berna (alemán: "Berndeutsch") y el otro una forma de Alsaciano (alemán: "Elsässisch").
El término común «holandés de Pensilvania» (Pennsylvania Dutch) viene del uso original de la palabra «Dutch» (es una forma arcaica de Deutsch, «alemán»), que se refería a todos aquellos que hablaban dialectos germano-holandeses y no solo a los originarios de Holanda.
Los amish hablan el inglés también, pero este último se reserva para comunicarse con el mundo de fuera de la comunidad. Para el sermón y las canciones en el servicio y para leer la Biblia usan una forma antigua de alemán estándar, también llamado Hochdeutsch.

### Ordnung

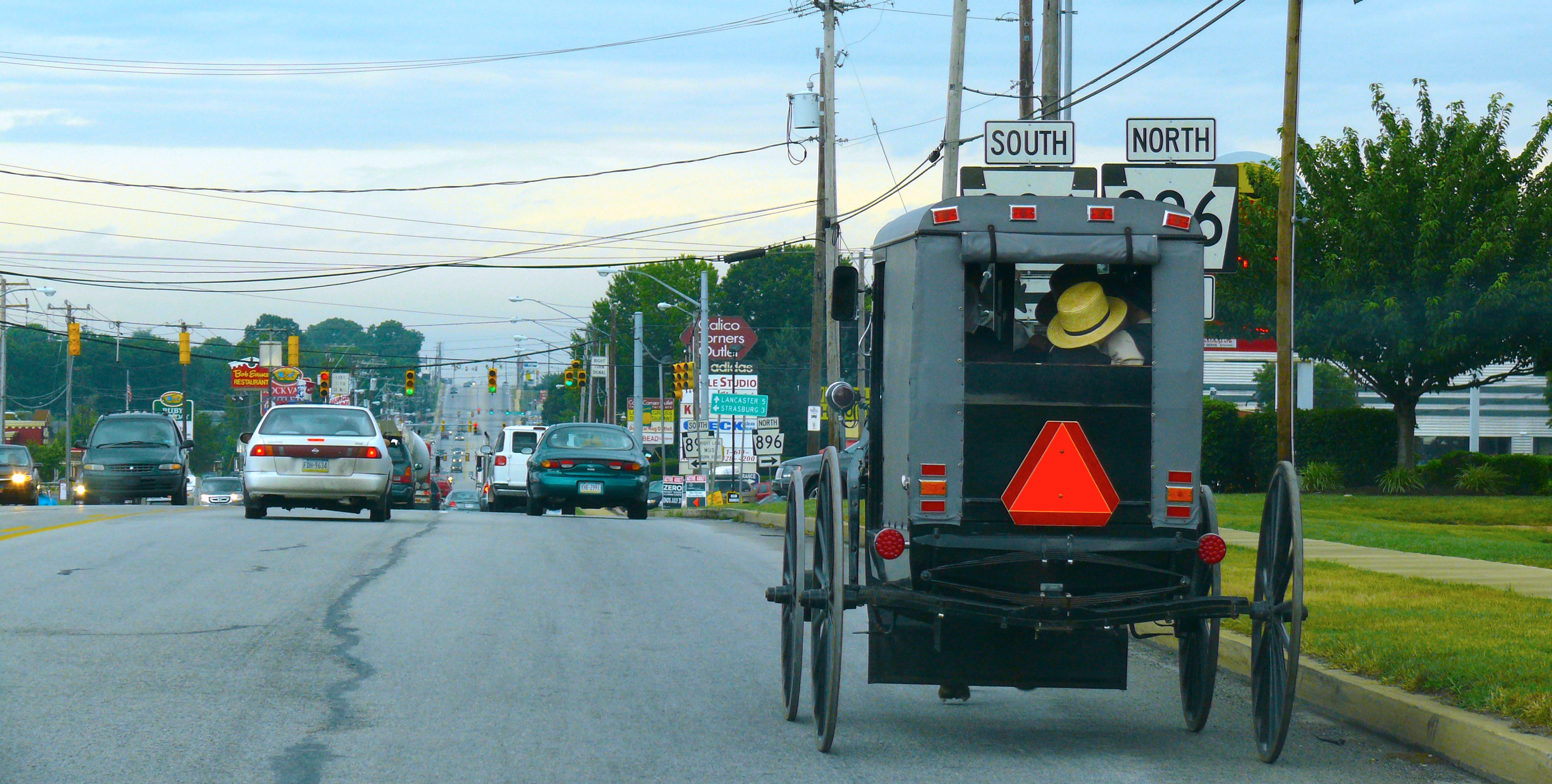
Carreta amish con señalamiento de precaución.

El estilo de vida amish es dictado por un conjunto estricto de reglas y tradiciones conocido como el Ordnung (en español «la Ordenanza o el reglamento») de la comunidad. Los Ordnung difieren entre las distintas comunidades y dentro de una misma comunidad de distrito a distrito, de modo que lo que está dictado como norma en una comunidad, puede no estarlo en otra. Ningún resumen del «estilo de vida» amish puede ser totalmente certero, puesto que hay pocas reglas aplicables a todos los amish.

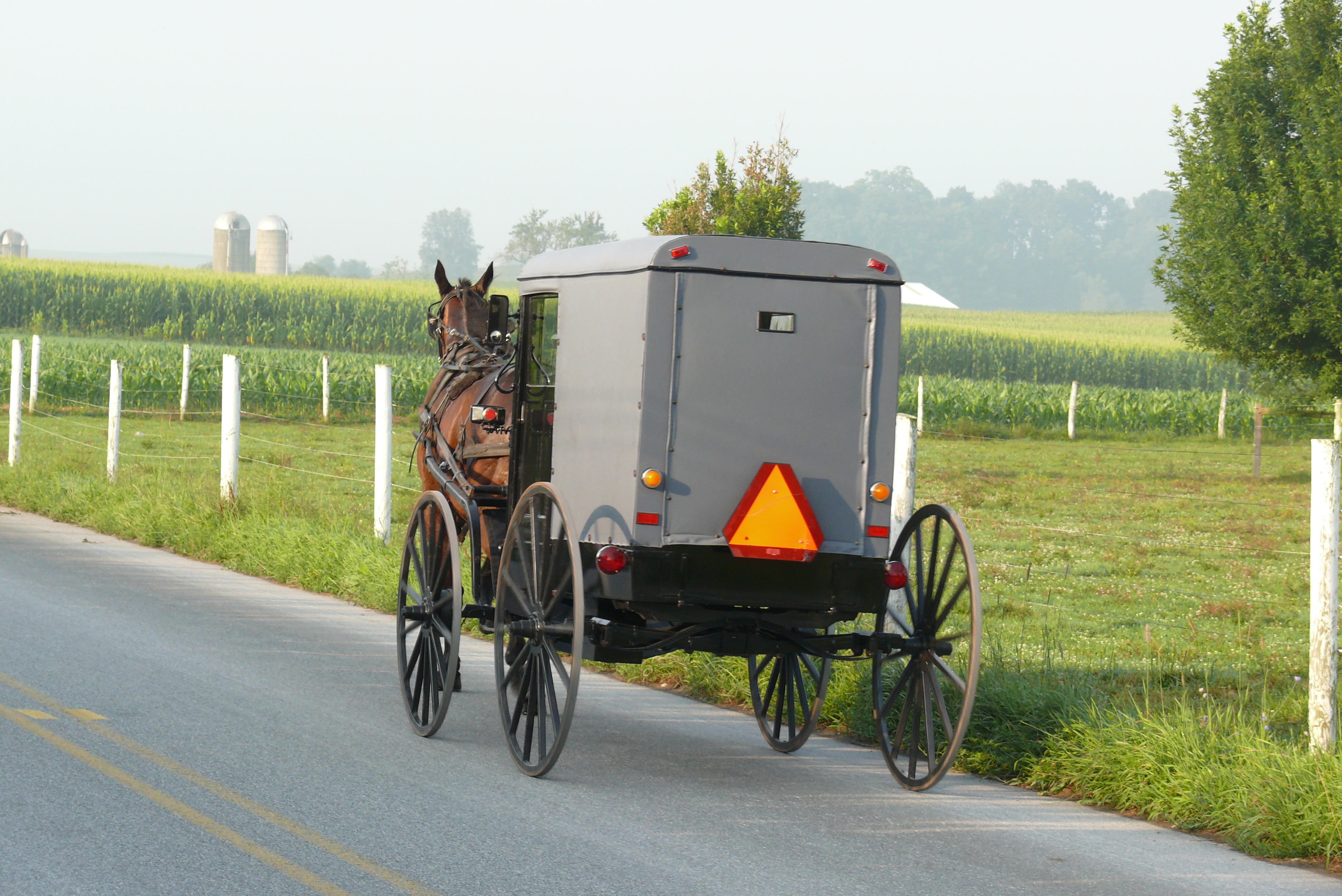
Carreta amish moderna con cabina de metal, posiblemente de aluminio.

Cada distrito amish puede cambiar las reglas de su Ordnung, si la mayoría lo quiere y la minoría lo acepta. Si no es posible ponerse de acuerdo sobre un cambio, podría haber una división, pero en la mayoría de los casos hay un proceso de seleccionar dónde las familias que no están de acuerdo se trasladan y se unen a los distritos donde están de acuerdo con el Ordnung. Dos veces al año hay una reunión, que se llama Ordnungsgemeine (reunión de reglamento), donde los miembros de la iglesia discuten sobre el Ordnung. Solo si se llega a un acuerdo sobre el Ordnung habrá eucaristía en el distrito. 
Las reglas de Ordnung deben ser observadas por todos los miembros. Dichas reglas cubren la mayoría de los aspectos de la vida diaria, incluyendo prohibiciones o limitaciones sobre el uso de electricidad externa, teléfonos y automóviles, así como regulaciones en el modo de vestir.

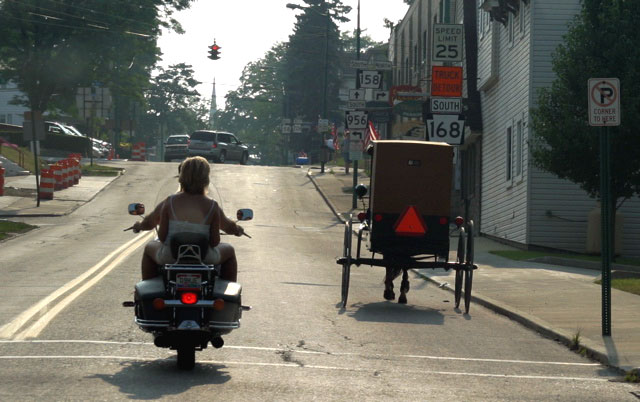
Contraste entre transporte moderno y amish (Pensilvania, Estados Unidos).

Muchos miembros de la iglesia amish no tienen seguros ni aceptan asistencia gubernamental, tales como la de la Seguridad Social de EE. UU.. Como anabaptistas, los amish practican la no resistencia (es decir, una forma de no violencia a ultranza) y tampoco realizan ningún tipo de servicio militar. Aquellos miembros que no aceptan estos principios y no pueden ser convencidos de arrepentirse, son excomulgados. Además estos miembros son «rechazados» especialmente por las autoridades religiosas y en general, lo que limita sus contactos sociales para avergonzar al miembro presionando a que regrese a la iglesia amish.
Las diferencias entre comunidades son observables en detalles del código de vestimenta y el uso de tecnologías. Incluso trivialidades sobre la ropa, como los tirantes o cuántos pliegues debe tener un gorro, pueden causar desacuerdo entre las autoridades religiosas que dictan los Ordnung.
Los grupos con normas similares se consideran «en comunión» entre sí, unos a otros como miembros de la misma iglesia cristiana. Cuando es así, se permite que los miembros de estos grupos puedan visitarse y casarse entre sí, siendo esta una forma de evitar problemas relacionados con la endogamia.

### Abstinencia tecnológica

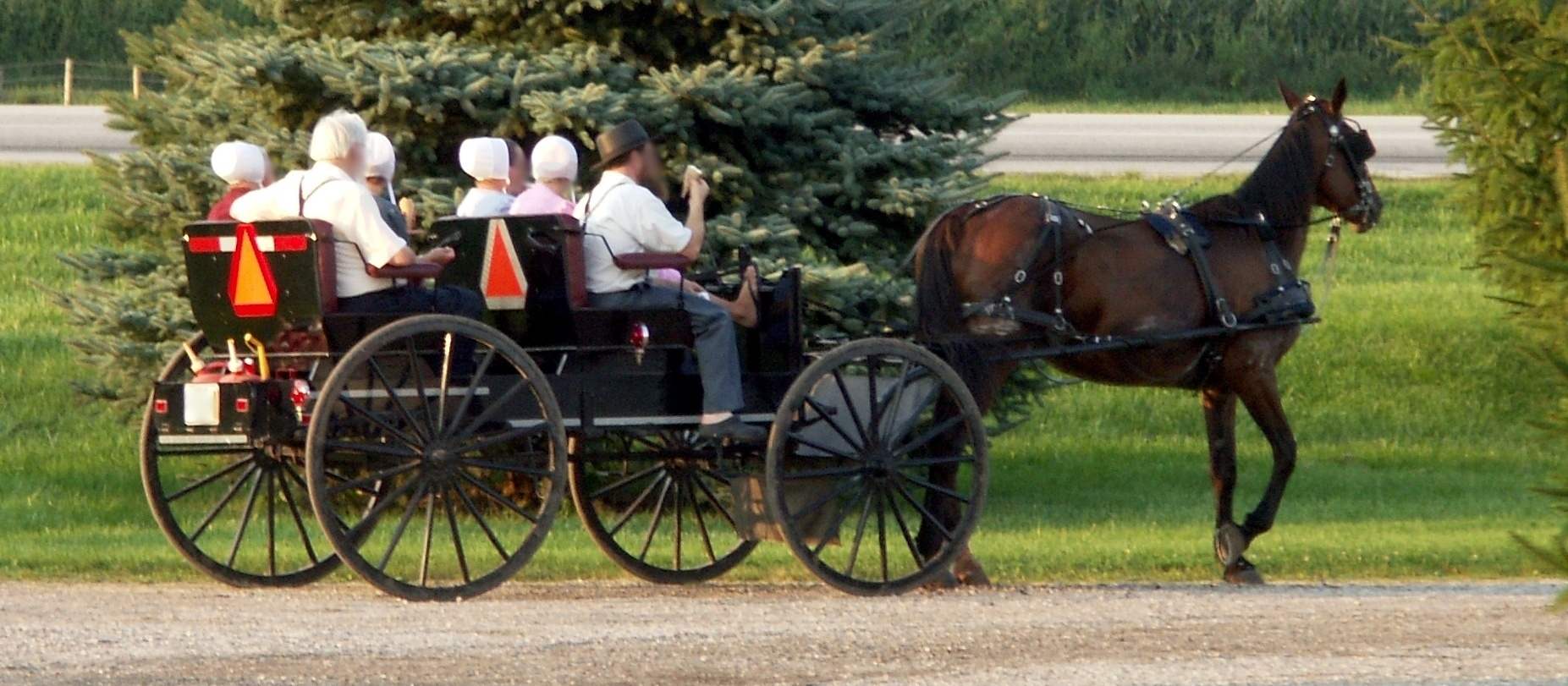
Personas amish en un carruaje

Muchos amish evitan usar diversos elementos de tecnología moderna. Objetos tales como automóviles, televisores, teléfono y electricidad son excluidos del estilo de vida permitido por la comunidad debido a que son considerados elementos distrayentes en la vida. Por ejemplo, para transporte usan carruajes tirados por caballos.
Trabajar duro es importante y algunos avances tecnológicos se han considerado indeseables porque reducen la necesidad de trabajar duro. Históricamente, máquinas como las fregadoras automáticas de suelos en los graneros han sido rechazadas porque proporcionan demasiado tiempo libre a los jóvenes agricultores.
Sin embargo, esta modalidad no es uniforme y algunos amish pueden aceptar el uso de ciertas tecnologías dentro de su estilo de vida. En algunas comunidades, los líderes eclesiásticos se reúnen para analizar la admisión de ciertos elementos; en otras, esto se hace cada vez que es necesario. Debido a que los amish, al igual que otros menonitas, no tienen una estructura de gobierno centralizada y jerárquica (a diferencia de lo que sucede en el catolicismo o anglicanismo), a menudo las comunidades tienen ideas diferentes entre sí en cuanto a qué elementos tecnológicos son aceptables y cuáles no. Algunos, por ejemplo, consideran que está prohibido conducir un automóvil, pero aceptan la posibilidad de viajar en él cuando sea necesario, como en casos donde se requiera atención médica. Por otra parte, los «amish del parachoques negro» (Beachy Amish) aceptan los automóviles sin cromar, lo cual es ampliamente considerado como algo no-amish por otros grupos.
La electricidad, por ejemplo, es vista como una conexión con el «mundo exterior». La utilización de la electricidad podría también llevar al uso de electrodomésticos que complicarían la tradición amish de vida sencilla; en ciertos grupos amish puede usarse la electricidad en situaciones muy específicas. En algunos grupos, por ejemplo, esta tiene que ser producida sin acceder a las líneas eléctricas exteriores. Las baterías de 12V son aceptables para estos grupos. Los generadores eléctricos solo pueden emplearse para soldar, recargar baterías y alimentar ordeñadoras. El razonamiento tras el sistema de 12V es que este limita lo que el individuo puede hacer con la electricidad y sirve como medida preventiva contra abusos potenciales y distractores. La mayoría de las fuentes de potencia de 12V no generan suficiente corriente como para alimentar dispositivos considerados mundanos tales como televisores, bombillas y secadores de pelo.

### Vestimenta

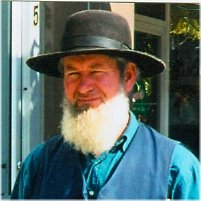
Hombre amish.

El código de vestimenta de algunos grupos incluye la prohibición de usar botones, solo permitiendo el uso de ganchos y ojales para mantener cerrada la ropa. Otros grupos permiten que sus miembros cosan botones en sus vestiduras. En algunas comunidades, algunos artículos pueden tener botones y otros no (la razón para la restricción en el uso de botones es su original asociación con las fuerzas armadas). Los amish se destacan por confeccionar aún sus prendas a mano, y la calidad con la que elaboran sus edredones. 
Por lo general, un varón amish estará siempre bien afeitado durante su soltería, y una vez que contrae matrimonio se deja crecer la barba. En algunas comunidades, sin embargo, un hombre deja crecer su barba después de ser bautizado. Además, el corte de la barba no debe ser muy corto. Los hombres generalmente usan sombrero.

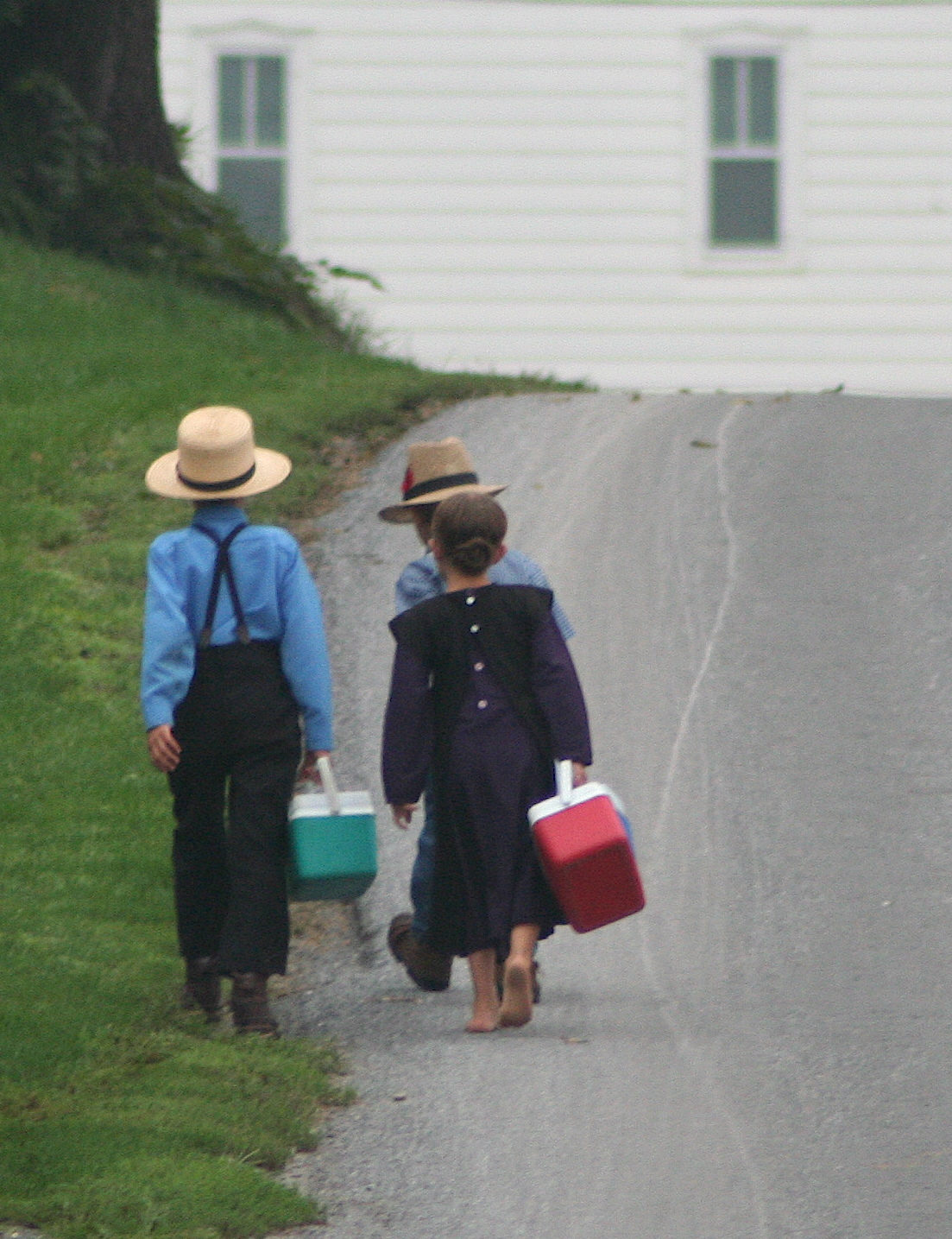
Tres niños caminando hacia la escuela con la vestimenta habitual de la cultura amish.

Los bigotes generalmente están prohibidos por ser vistos como símbolos de militarismo. Esto se debe muy probablemente a la persecución política y religiosa que sufrieron en Europa durante los siglos XVI, XVII y XVIII, época en la que la nobleza y los miembros de la clase alta alemana que servían como oficiales militares, generalmente se dejaban bigotes pero no barbas.

### Trabajo y ocupaciones
Los hombres generalmente se dedican a las labores del campo, a la producción de muebles o la construcción. Se destacan por su eficiente trabajo en la agricultura. Procuran producir sus propios alimentos en la medida de lo posible, aunque esto no significa que no lleguen a comprar productos de fuera, incluso de pequeños almacenes. 
La mayoría de las granjas Amish no son ecológicas, lo que significa que la mayoría de los agricultores Amish usan una variedad de plaguicidas y fertilizantes, pero una minoría creciente es ecológica, especialmente productores que cultivan hortalizas ecológicas. A menudo hay granjas amish para elaborar sus propios productos lácteos, tales como leche, queso, helado, etc.

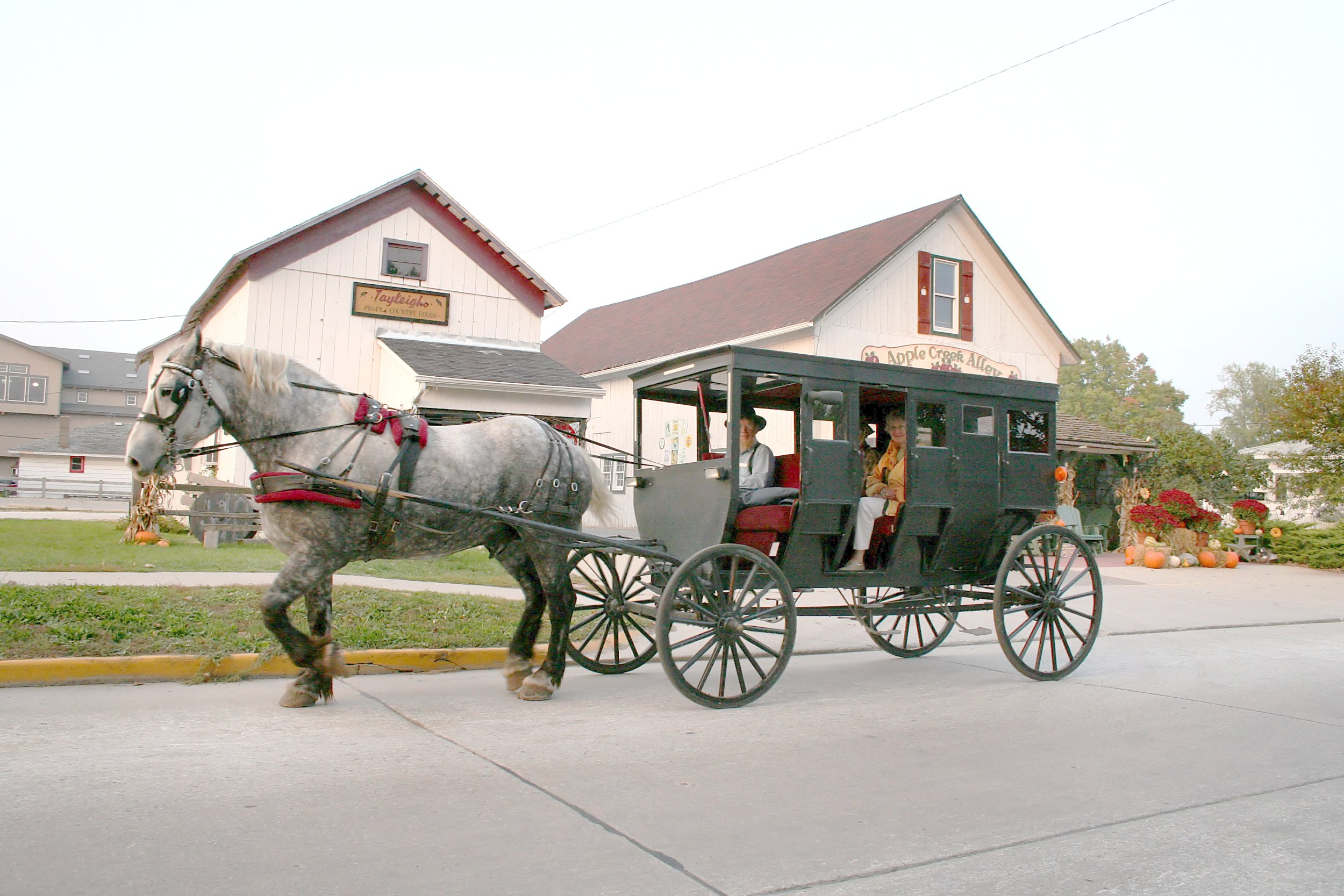
Recorridos en coches de caballos amish ofrecidos en guía turística en Shipshewana (Indiana).

Las mujeres, por su parte, se dedican al hogar y a la crianza de los hijos, aunque los padres también participan en esta. Los artículos decorativos usualmente no tienen relevancia en la vida de los amish,[cita requerida] por lo cual no se destaca la artesanía más que en los alrededores externos de sus comunidades, donde también suele haber actividades turísticas de la gente que va a conocer sobre su estilo de vida.

### Rumspringa
Se espera que los niños amish sean obedientes a sus padres en todos los aspectos, pero cuando son mayores, durante la adolescencia (alrededor de los dieciséis años), algunos padres permiten a los jóvenes pasar por un periodo conocido como rumspringa. Otros padres no permiten que sus hijos participen en el rumspringa; esto varía entre comunidades. En esta etapa, se les permite experimentar más ampliamente con el «mundo» durante un tiempo. Posteriormente tendrán que elegir entre bautizarse dentro de la iglesia amish o abandonar la comunidad. De esta forma, ellos eligen cuál es el modo de vida que quieren.
Generalmente, muchos jóvenes deciden regresar a la comunidad amish para ser bautizados y vivir cerca de su familia, siendo una minoría la cantidad de jóvenes que deciden dejar la comunidad y vivir el resto de su vida en la sociedad externa. Esto último conlleva en algunas comunidades un rechazo de la iglesia amish y a veces la pérdida de contacto con sus familiares, aunque esto no siempre pasa, pues hay quienes sí mantienen una relación familiar o social con aquellos que han dejado la fraternidad.

## Conflictos que enfrentan las comunidades amish

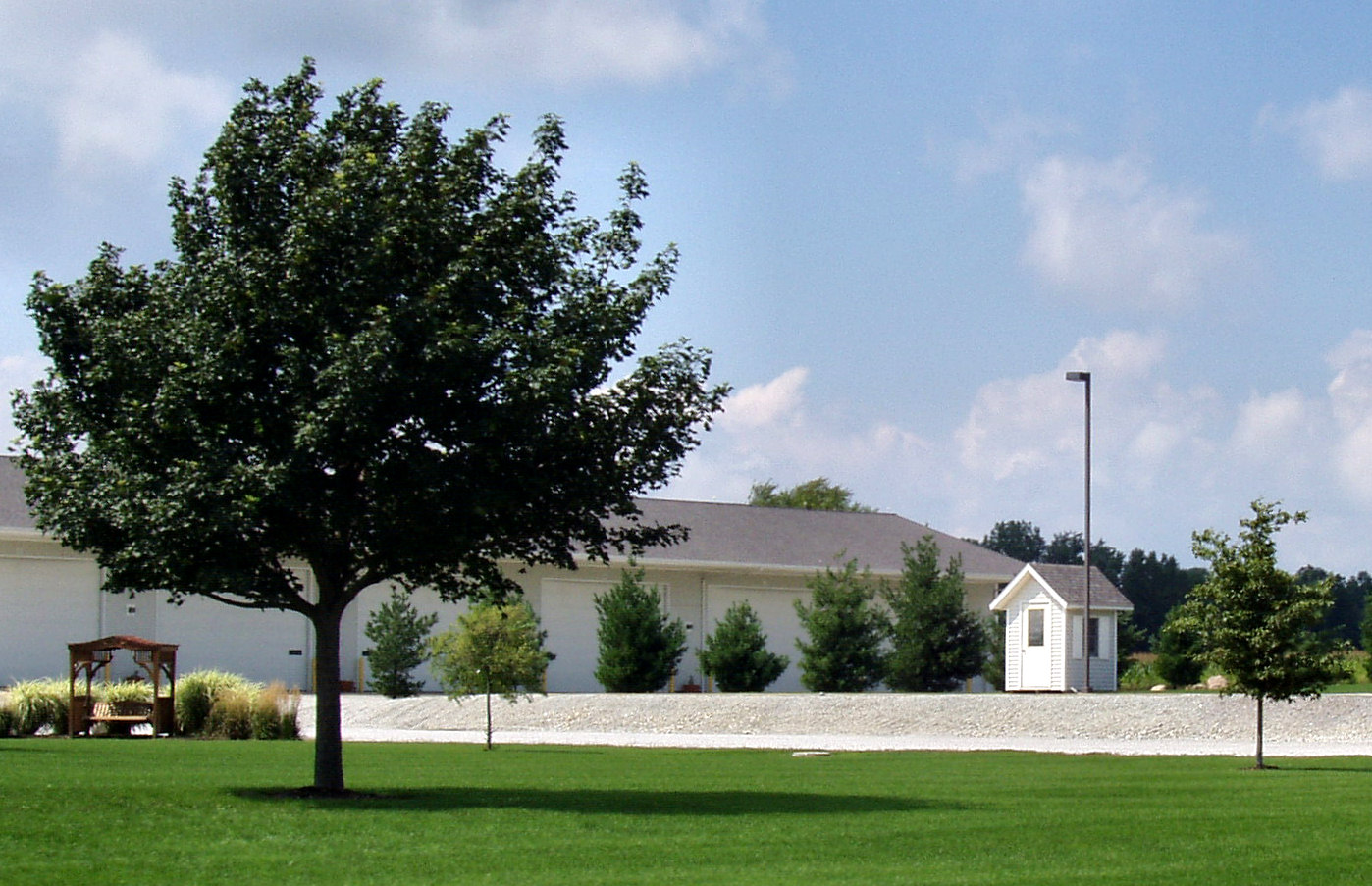
Cabina telefónica instalada por un granjero «inglés» en el condado de Marshall, (Indiana), para uso en casos de emergencia por parte de las familias amish locales.

Algunos estudiosos[¿quién?] consideran que la cultura amish se ve presionada por el mundo moderno desde el siglo XX. Las leyes sobre el trabajo de menores, por ejemplo, amenazan su modo de vida.[cita requerida] Los niños comienzan a trabajar desde una edad temprana, lo que entra en conflicto con las leyes modernas sobre el trabajo de menores.
Al igual que muchos menonitas, los amish rechazan los seguros de vida y seguros médicos, limitándose únicamente al apoyo económico que les puede brindar su iglesia y su comunidad. Por ejemplo, si un granero es dañado por el fuego o algún desastre natural, se planea la reparación con la comunidad, que tratará de reconstruirlo en un solo día.[cita requerida]

## Salud

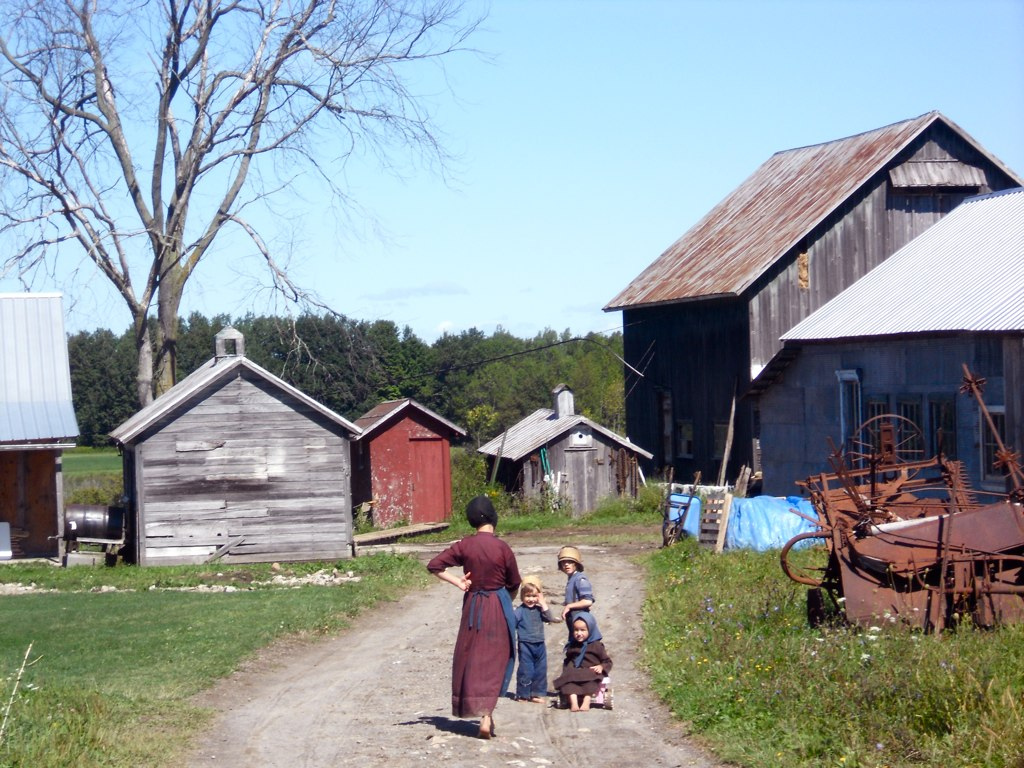
Niños de una granja Amish en su casa en las afueras de Morristown, Nueva York. Foto tomada en agosto de 2011.

Casi todos los amish que existen en la actualidad descienden de unos pocos cientos de fundadores que vivieron en el siglo XVIII, por lo que esta endogamia origina casos de enfermedades hereditarias, algunas de las cuales son bastante raras, otras prácticamente únicas[cita requerida] y unas pocas llegan a ser muy graves. Dichos trastornos han causado un aumento en la mortalidad infantil en estas comunidades. Las afirmaciones anteriores relativas a dichas enfermedades no tienen ningún tipo de apoyatura probatoria, motivo por el cual deberían ser simplemente tenidas en consideración como meras especulaciones. La mayoría de los amish aceptan esto como Gottes Wille («voluntad de Dios»), rechazando cualquier tipo de exámenes genéticos a los adultos previos al matrimonio para prevenir estas enfermedades, y negándose a que se practiquen exámenes genéticos en el feto.[cita requerida] No obstante, ha habido casos en los que los padres de niños afectados han cedido a las investigaciones. De todos modos, los niños que llegan a presentar alguna discapacidad física o mental son amados, cuidados y atendidos al igual que los niños sanos. Algunas veces sí se da la diversidad genética entre las comunidades, dado que la relación entre ellas es lo suficientemente distante. Así, trastornos genéticos presentes en una comunidad pueden estar ausentes en otra. Por ejemplo, aunque dentro de los amish del condado de Lancaster hay solo unas pocas familias fundadoras, estas son bien distantes de las familias fundadoras de la comunidad amish del condado de Perth, en Canadá.
Según un nuevo estudio de la Escuela de Medicina de la Universidad del Noroeste en los Estados Unidos, una mutación particular identificada entre los amish de la Antigua Orden en Indiana hace que los portadores de esta mutación vivan alrededor de diez años más que otros individuos en esta comunidad. Muchos padres de niños discapacitados están haciendo uso de la tecnología moderna para cuidar de sus hijos.[cita requerida] La amplia mayoría ha recibido permisos especiales de sus líderes religiosos para utilizar ciertos aparatos eléctricos, pero en algunos casos fue imposible obtener dicha autorización, lo que ha llevado a algunos padres a abandonar el estilo de vida amish, siendo por ello «expulsados» por su comunidad.
Aunque los amish están exentos de la Seguridad Social de los Estados Unidos (según el proyecto de ley relativo a Medicare promulgado en 1965), es de notar que pagan impuestos, pero como parte de su rechazo a los seguros, no aceptan ayuda del gobierno ni en salud ni en alimentación.

## Cine y documentales
- Los documentales Trouble in Amish Paradise, Leaving Amish Paradise y Amish: Secret Life producidos por la BBC, han revelado detalles sobre la religiosidad y las tradiciones de los amish. Estos han sido producidos con el fin de presentar el estilo de vida de miembros y familias amish (al borde de la excomunión) que se dejaron grabar voluntariamente, sin autorización de la iglesia, para ayudar a exponer aspectos sobre la vida de la comunidad. Por su parte; National Geographic ha producido una serie de diez capítulos, titulada: Fui Amish: Exiliados de su Pasado, en la que se presentan casos de desertores de las comunidades amish que se sumergen en el estilo de vida de la sociedad moderna.[32]
- Amor sin condición (Estados Unidos, 2017). Cuando Levy, un joven Amish regresa a su casa, descubre a su padrastro asesinado y a su madre herida de un disparo. Desesperado acude a pedir ayuda en la granja más cercana, donde está viviendo temporalmente Grace, una médica m...
- Amish Witches: The True Story of Holmes County (TV) (Estados Unidos, 2016). Cuando un equipo de TV se traslada al condado de Holmes, Ohio, para documentar las vidas de una secta aislada de Swartzentruber Amish, la producción es detenida por la muerte de un Brauchau, una bruja amish.
- Paso decisivo (TV) (Estados Unidos, 2015). Emma es una joven amish que no se siente cómoda en su comunidad. Sus inquietudes la alejan de las costumbres establecidas y no quiere casarse con su prometido. Preocupado por ella, su padre decide enviarla a pasar el verano a Ohio.
- Harry & Snowman (Estados Unidos, 2015). Documental. Drama. El inmigrante neerlandés Harry de Leyre viajó a los Estados Unidos después de la Segunda Guerra Mundial y desarrolló una transformadora relación con un caballo de tiro Amish al que rescató de un camión. Harry pagó 80 dólares y le llamó Snowman. En menos de dos años, ganaron la triple corona de salto de obstáculos, superando a naciones de sangre azul y pronto se convirtieron famosos, viajando por todo el mundo. Su encuentro casual en una subasta de caballos de Pensilvania salvó a los dos y creando una amistad que duró toda la vida. Ahora, a sus 86 años de edad, Harry narra su historia de primera mano, mientras continúa entrenando en el circuito de saltos con Snowman.
- Amish Haunting (Serie de TV) (Estados Unidos, 2014). Miembros de la comunidad amish cuentan sus experiencias cuando fueron aparentemente embrujados por incumplir sus votos religiosos.
- The Amish: Shunned (American Experience) (Estados Unidos, 2014). Documental | Religión. Vida rural (Norteamérica). Amish
- La decisión amish (TV) (Estados Unidos, 2014). Un grupo de chicos amish, siguiendo la tradición de su comunidad, se dispone a pasar unos días fuera de su sociedad, con el fin de reforzar sus convicciones religiosas al regresar. Disfrutan de los avances, comodidades y diversiones.
- Un extraño en Sugarcreek (TV) (Estados Unidos, 2014). Rachel Troyer (Sarah Lancaster) es una mujer policía en la pintoresca población de Sugarcreek, apodada "La pequeña Suiza de Ohio", y situada en el corazón del país Amish. Con frecuencia visita a sus tres tías Amish...
- La confesión (TV) - The Confession (TV) (Estados Unidos, 2013). Continuación de la historia de Katie Lapp, una joven Amish que inicia un viaje en busca de su identidad - solo para verse envuelta en un misterio que deben ser resuelto antes de que pueda reunirse con la madre "Englisher" que le dio en adopción 20 años atrás.
- Juramento de silencio (TV) (Estados Unidos, 2013). Hace ya dieciséis años que Kate abandonó la comunidad Amish para llevar una vida independiente y, desde entonces, no ha vuelto a ver a su familia. Ahora es jefe de policía en un tranquilo pueblo de Ohio. Tras el hallazgo del c...
- El desprecio (Estados Unidos, 2011). Katie es una bella Amish que ha cumplido 20 años. Para sus padres es un honor que su hija se case con el obispo de la comunidad. Pero Katie siente inclinación por la cosas prohibidas: le gusta cantar, tocar la guitarra... lo que...
- Un abismo en el corazón (TV) (Estados Unidos, 2010). Un hecho atroz cambia para siempre la vida de una tranquila comunidad Amish de Pensilvania. Un hombre armado mata en una escuela a cinco niñas y hiere a otras cinco antes de suicidarse. A la tragedia se suma la llegada de medios de comunicación.
- El poder del perdón Amish Grace (Estados Unidos, 2010). La película se basa en hechos ocurridos en Pensilvania, durante un tiroteo en una escuela Amish y el espíritu de perdón de Dios que muestra esta comunidad.
- Salvando a Sarah Cain (Estados Unidos, 2007). Basada en un best-seller de Beverly Lewis llamado La redención de Sarah Cain, se cuenta la historia de una periodista y sus sobrinos criados en esa comunidad religiosa, y aparecen contrastadas las costumbres y creencias de los amish en el entorno de una ciudad moderna. La mayoría de las novelas de Beverly Lewis cuentan historias acerca de miembros de esta comunidad.
- Pepe el Amish.
- Sarah Cain (Estados Unidos, 2007). Cuando Sarah Cain, una columnista de un diario de una gran ciudad, asiste al funeral de su hermana, descubre que debe hacerse cargo de sus cinco sobrinos, pero, en vez de quedarse y educarlos en su pueblo natal y en su comunidad amish.
- Toda la verdad (TV) (Canadá, 2004). Acompañada de su madre, Katie (Alison Pill), una adolescente Amish, ingresa en urgencias aquejada de una fuerte hemorragia. Cuando los médicos descubren que es consecuencia de un parto reciente, la joven y su madre niegan enérgicamente...
- The Amish life
- Devil's Playground (Estados Unidos, 2002). Jóvenes Amish experimentan y abrazan la vida moderna como pasaje previo a decidir cual vida eligen.
- El forastero (TV) (Estados Unidos, 2002). Montana, finales del siglo XIX. El poderoso ganadero Fergus Hunter hace y deshace a su antojo en el condado. Decidido a comprar las tierras de unos colonos amish pasará de la extorsión al asesinato. Cuando aparece malherido un h...
- A las duras y a las maduras (Estados Unidos, 1998). Un matrimonio millonario, que atraviesa una crisis, es estafado por su contable, que se da a la fuga y les deja una millonaria deuda con el fisco. También la pareja intenta huir, pero por una serie de equivocaciones acaban en una...
- Cosecha de fuego (TV) (Estados Unidos, 1996). Para poder capturar al pirómano que está quemando las granjas de la comunidad Amish, una agente del FBI se traslada a vivir con una viuda de la comunidad. Entre las dos mujeres surge una gran amistad, lo que no impide que la agente...
- Único testimonio (TV) (Estados Unidos, 1988). Las creencias religiosas chocan con la ley cuando un niño amish es asesinado en una comunidad rural.
- Único testigo - Witness (Estados Unidos, 1985). En su primer viaje a Philadelphia, Samuel Lap (Lukas Haas), un niño de una comunidad amish, presencia por casualidad el brutal asesinato de un hombre. John Book (Harrison Ford) será el policía encargado de protegerles, a él y a su madre, de quienes quieren eliminar al niño sea como sea. Cuando Book se entera de que el asesinato está relacionado con una trama de corrupción en el seno de la policía, decide refugiarse en el poblado amish.
- Cuánta madera roería una marmota (TV) (Alemania del Oeste, RFA, 1976). Documental en el condado de Lancaster (Pensilvania), se celebra cada año un concurso ganadero, un extraño ritual donde los subastadores de animales compiten para ver quién habla más rápido. Esta técnica del lenguaje, con una musicalidad particular, se presenta como un arte producto del capitalismo y se contrapone al dialecto de los amish, una secta religiosa de origen alemán que vive anclada en el siglo XVIII.

## Los amish vistos por la cultura popular
Ocasionalmente, en películas, música, programas o series de televisión se presentan historias en los que ciertos personajes aparecen en comunidades de amish o se encuentran con personas de estas comunidades. 
En ocasiones los amish son estereotipados socialmente, debido a su estilo de vida tan diferente al de  las poblaciones modernas.
- En 1988 se emitió la serie Aaron's Way (El Mundo de Aaron, en Latinoamérica), que relata sobre una familia amish que al trasladarse a California, tienen que adaptarse a su nuevo entorno urbano sin perder sus valores tradicionales.[33]
- En la serie Se ha escrito un crimen, en la temporada 7, hay un episodio en el cual los sucesos ocurren dentro de una comunidad Amish.
- En la película Witness (Único testigo) dirigida por Peter Weir en 1985 y protagonizada por el actor Harrison Ford, donde un policía se refugia en una comunidad amish.
- En la serie Expedientes X (cap. 14, 1.ª temporada), se representa una secta, implicada en una serie de asesinatos, con similitudes a los amish.
- En la película Quieren volverme loco protagonizada por Ice Cube, Nick destruye su camioneta accidentalmente haciéndola caer en un lago en el cual un padre amish se encontraba pescando con su hijo, al ver a Nick llorar y gritar por su camioneta el padre dice «Por esto no vamos a la gran ciudad».
- En su canción «Amish Paradise», el cantante Weird Al Yankovic habla de la cultura amish haciendo una parodia.
- En la serie de televisión Cold Case (capítulo 3, 5.ª temporada), se investiga el asesinato de una mujer amish.
- En Pinky y Cerebro, en el episodio «Funny, you don't look rhemish», los personajes se infiltran en una comunidad amish en Minnesota realizando duras labores habituales para los integrantes de este grupo.
- En Padre de familia, (episodio «Chico Amish», 10.ª temporada), trata sobre el enamoramiento de Meg Griffin y un chico amish, que provoca la guerra entre Peter Griffin y el pueblo amish.
- En El laboratorio de Dexter, (episodio «Campamento de verano»), Dexter viaja a un campamento agrícola que en realidad era una familia amish.
- En la película For Richer or Poorer una pareja millonaria de Nueva York es acusada injustamente de fraude, decide escapar y se refugia en una comunidad amish.
- En Los Simpson, (episodio «El perro cobarde», 14.ª temporada), se muestra una breve aparición de un grupo amish donde se pone en manifiesto la habilidad y rapidez de estas personas para construir estructuras de madera (según Marge, «los amish son tan trabajadores, a diferencia de esos vagos menonitas»); por otra parte, el episodio se burla -con justa razón- de su nula experiencia en conexiones eléctricas, lo que provoca un incendio que consume la casa del árbol de Bart. Antes de ese incendio, Homer había dicho: «Nadie sabe más de electricidad que los amish».
- En la serie televisiva Bones (capítulo 3, 5.ª temporada) aparece un chico que en su afán de triunfar en el mundo de la música clásica, escapa de su cultura amish, y muere por accidente al ser víctima de robo cuando estaba volviendo en tren hacia su casa.
- En la película Sex Drive, un adolescente conoce a un joven amish, Ezequiel, quien le ayuda desinteresadamente cuando su coche sufre un desperfecto, arreglándolo totalmente gratis. Por otro lado, él y sus amigos van a una fiesta rumspringa, pero esto es expuesto en la película de manera satírica.
- En 1000 maneras de morir, un joven amish que paseaba por la ciudad para conocer sus costumbres es convencido por unas chicas de ir a una fiesta de Halloween, quienes creían que llevaba puesto un disfraz. Esa noche, bebe demasiado y muere intoxicado debido a que su cuerpo no toleró el alcohol por cuestiones genéticas.
- En el juego Criminal Case de Facebook, en el caso 36, existe un caso de asesinato relacionado con los amish, en el que el asesino también es de esa comunidad.
- El Poder del Perdón Amish Grace. La película se basa en hechos ocurridos en Pensilvania, durante un tiroteo en una escuela Amish y el espíritu de perdón de Dios que muestra esta comunidad.
- La decisión Amish (TV) - Expecting Amish (TV). Un grupo de chicos Amish, siguiendo la tradición, se dispone a pasar unos días fuera de su sociedad, con el fin de reforzar sus convicciones religiosas al regresar. Disfrutan de los avances, comodidades y diversiones prohibidas, pero durante ese tiempo, Hannah conoce a un chico del que se enamora, poniendo en duda sus obligaciones morales y familiares.
- Un abismo en el corazón (TV) - Amish Grace (TV). Un hecho atroz cambia para siempre la vida de una tranquila comunidad amish de Pensilvania. Un hombre armado mata en una escuela a cinco niñas y hiere a otras cinco antes de suicidarse. A la tragedia se suma la llegada de medios de comunicación sensacionalistas, que contribuyen a perturbar todavía más a los sencillos y pacíficos amish.
- Sarah Cain - Saving Sarah Cain. Cuando Sarah Cain, una columnista de un diario de una gran ciudad, asiste al funeral de su hermana Amish, descubre que debe hacerse cargo de sus cinco sobrinos Amish, pero, en vez de quedarse y educarlos en su pueblo natal, se los lleva a vivir a Portland, donde cree que puede ofrecerles una vida mejor.
- El desprecio (TV) - Beverly Lewis's The Shunning (TV). Katie es una bella amish que ha cumplido 20 años. Para sus padres es un honor que su hija se case con el obispo de la comunidad. Pero Katie siente inclinación por la cosas prohibidas: le gusta cantar, tocar la guitarra... lo que vulnera gravemente la norma que impone su fe. Un día, su madre recibe una carta inesperada de una mujer conocedora de un secreto que cambiará por completo el destino de su hija.
- La confesión (TV) - The Confession (TV). Continuación de la historia de Katie Lapp, una joven Amish que inicia un viaje en busca de su identidad - solo para verse envuelta en un misterio que deben ser resuelto antes de que pueda reunirse con la madre "Englisher" que le dio en adopción 20 años atrás.
- Juramento de silencio (TV) - An Amish Murder (TV). Hace ya dieciséis años que Kate abandonó la comunidad amish para llevar una vida independiente y, desde entonces, no ha vuelto a ver a su familia. Ahora es jefa de policía en un tranquilo pueblo de Ohio. Tras el hallazgo del cadáver de una niña amish, Kate debe regresar a la comunidad para iniciar la investigación. Allí tendrá que enfrentarse a una familia resentida y, lo que es peor, a los fantasmas del pasado.

Otras representaciones
Otras obras se han interesado en resaltar los valores y las cualidades de la comunidad Amish, en vez de criticarlos:
- En la película Amish Grace, basada en un libro sobre un acontecimiento real ocurrido en Pensilvania, durante octubre del 2006,[34] se trata la reacción de un grupo amish ante un hombre armado que entró en una escuela de la comunidad y disparó contra 10 niñas, asesinando a 5 de ellas y suicidándose posteriormente. El suceso tuvo amplia repercusión mediática y reconocimiento debido a que a las pocas horas de la tragedia, representantes de la comunidad amish afectada visitaron a la esposa del asesino (que quedó viuda con 3 hijos), para manifestarle perdón y solidaridad por el sufrimiento de su familia. El acto demostró la caridad y benevolencia que caracteriza a los amish, y su apego a la fe cristiana que inculca el perdón y el acto de visitar a las viudas y huérfanos, aunque la prensa lo ponía en duda.
- La película cristiana Salvando a Sarah Cain, basada en un best-seller de Beverly Lewis llamado La redención de Sarah Cain, se cuenta la historia de una periodista y sus sobrinos criados en esa comunidad religiosa, y aparecen contrastadas las costumbres y creencias de los amish en el entorno de una ciudad moderna. La mayoría de las novelas de Beverly Lewis cuentan historias acerca de miembros de esta comunidad.
- La serie televisiva Grey's Anatomy, (cap. 13, 3.ª temporada), donde se trata un caso de una chica amish con cáncer que se había fugado con una amiga al mundo moderno y vuelve a casa para bautizarse y morir.
- En la película Kingpin un viejo campeón de bolos se convierte en promotor de un joven amish que juega muy bien, para lo cual debe convivir un tiempo con esa comunidad.
- En uno de los episodios de MacGyver se muestran a miembros amish que ayudan a MacGyver en un túnel que se derrumba. Sin embargo, en el doblaje latino, y sin ninguna justificación en el episodio, son llamados "irlandeses". De hecho dicho episodio es llamado "The Outsiders", incorrectamente traducido a "Los Irlandeses"
- En 2 Broke Girls (capítulo 7, 2.ª temporada), aparecen miembros amish que ayudan a Max y a Caroline a construir un establo para su caballo Chestnut.
- En el capítulo «Crónicas de la amistad» de la serie My Little Pony: La Magia de la Amistad, cuando se cuenta la historia de como Pinkie Pie descubrió su don, se puede ver que vive en una granja, donde desde potrilla trabajaba en el campo, pareciendo vivir en una comunidad amish asentada cerca de Ponyville .

- En ElseWorld (un mundo alterno de una historieta de Superman), este es adoptado por una comunidad amish.

- La película Amor sin condición ( An uncommon Grace ) de 2017,  http://www.filmaffinity.com/es/film732161.html trata sobre la investigación de un homicidio en una comunidad Amish y el rechazo hacia una médica militar, a pesar de haber salvado la vida a dos de sus miembros.